# Nereocystis luetkeana
Nereocystis luetkeana — вид родини Ламінарієві (Laminariaceae) (класу бурих водоростей).

## Назва
Вид названо ім'ям російського дослідника Федора Літке.

## Опис
Водорость із довгим стовбуром, що досягає 15-25 м (максимум 36 м), який поступово розширюється догори і несе на кінці міхур діаметром 12-20 см. На верхній частині міхура ростуть дві короткі дихотомічно-розгалужені гілочки довжиною в кілька сантиметрів з довгими вузькими пластинами на кінцях. Довжина пластин досягає 3-9 м. Всього таких пластин на слані буває 24-40. Спорангії утворюються на пластинах. Слань прикріплюється до ґрунту ризоїдами, які утворюють конус діаметром до 30 см. Слані однорічні. Вони з'являються в лютому — березні, спороносять у листопаді і зникають, відриваючись від ґрунту, в грудні — січні. Під час спороношення викидає у воду до 5 трлн спор, після чого рослини гинуть. Під час «цвітіння», від такої величезної кількості мікроскопічних спор, вода стає мутнуватою і набуває білого відтінку.

## Поширення
Водорость поширена вздовж Тихоокеанського узбережжя Північної Америки, від Південної Каліфорнії до Алеутських островів, Аляска.